# Kraftwerk Formin
Das Kraftwerk Formin (slowenisch Hidroelektrarna Formin) ist ein Ausleitungskraftwerk in der Gemeinde Gorišnica, Slowenien. Es liegt an einem Kanal, der ungefähr 8 km westlich des Kraftwerks auf der linken Seite der Drau abzweigt. Das Kraftwerk hat eine installierte Leistung von 116 MW. Die namensgebende Ortschaft Formin liegt am linken Flussufer in der Nähe des Kraftwerks.
Das Kraftwerk ist im Besitz der Dravske elektrarne Maribor (DEM) und wird auch von DEM betrieben.

## Absperrbauwerk und Stausee
Bei der Ortschaft Markovci wurde eine Wehranlage errichtet, die die Drau zum Stausee Ptuj (slowenisch Ptujsko jezero) aufstaut. Über die Wehranlage können maximal 4200 m³/s abgeleitet werden. Beim Wehr zweigt der Kanal am linken Flussufer ab, durch den das Wasser der Drau zum Kraftwerk Formin geleitet wird.
Bei Vollstau erstreckt sich der Stausee über eine Fläche von rund 3,46 km² und fasst 17,1 Mio. m³ Wasser, von denen 4,5 Mio. für die Elektrizitätserzeugung genutzt werden können. Der Stausee hat eine Länge von 7 km.

## Kraftwerk
Das Kraftwerk ging 1978 in Betrieb; es verfügt über eine installierte Leistung von 116 MW. Die durchschnittliche Jahreserzeugung liegt bei 548 Mio. kWh. Die beiden Kaplan-Turbinen sind auf jeweils 58 MW, und die zugehörigen Generatoren auf 74 MVA ausgelegt. Die Fallhöhe liegt bei 29 m. Der Durchfluss beträgt 500 m³/s.